# لیز مایر
لیز مایر (انگلیسی: Lise Mayer؛ زادهٔ ۲۹ نوامبر ۱۹۵۷) فیلم‌نامه‌نویس اهل ایالات متحده آمریکا است. وی از سال ۱۹۸۱ میلادی تاکنون مشغول فعالیت بوده‌است.
او در فیلم برآب‌رفته یکی از نویسندگان فرعی و در فیلم قرض‌کنندگان یکی از مشاوران فیلم‌نامه بود.